# Kristin M. Burke
Kristin M. Burke (Orange, 20 marzo ...) è una costumista statunitense.

## Biografia
Studiò alla Northwestern University di Evanston (Illinois); durante gli studi conseguì diversi riconoscimenti in festival locali collaborando alla produzione di cortometraggi sperimentali. 
È autrice del libro accademico Going Hollywood: how to get started, keep going, and not turn into a sleaze, in uso in molte università di diversi paesi, e del libro Costuming for Film: the Art and the Craft, edito dalla Silman James Press. Entrambi furono pubblicati tra il 2004 e il 2005. È anche fondatrice del sito frocktalk.com, un blog dedicato ai costumi cinematografici.
Nel 2005 il The Hollywood Reporter la menzionò nella lista 2005 Next Gen, ovvero la lista dei professionisti al di sotto dei 35 anni "da tenere d'occhio"; mentre veniva selezionata dall'Academy of Motion Picture Arts and Sciences per il riconoscimento 50 Designers: 50 Costumes.

## Filmografia
- Magie del cuore (The Skateboard Kid), diretto da Larry Swerdlove (1993)
- Carnosaur - La distruzione (Carnosaur), diretto da Adam Simon e Darren Moloney (1993)
- Midnight Tease, diretto da Scott P. Levy (1994)
- Bersaglio umano (Bloodfist V: Human Target), diretto da Jeff Yonis (1994)
- Jailbait, diretto da Rafal Zielinski (1993)
- Revenge of the Red Baron, diretto da Robert Gordon (1994)
- Munchie Strikes Back, diretto da Jim Wynorski (1994)
- Criminal Passion, diretto da Donna Deitch (1994)
- Judgement - corto (1995)
- Bloodfist VI - Livello zero (Bloodfist VI: Ground Zero), diretto da Rick Jacobson (1995)
- Excessive Force II: Force on Force, diretto da Jonathan Winfrey (1995)
- Red Ribbon Blues, diretto da Charles Winkler (1996)
- Dagli abissi dello spazio (Within the Rock) - film TV, diretto da Gary J. Tunnicliffe (1996)
- Star Maps, diretto da Miguel Arteta (1997)
- Ambizione fatale (The Corporate Ladder), diretto da Nick Vallelonga (1997)
- Ravager, diretto da James D. Deck (1997)
- Casper - Un fantasmagorico inizio (Casper: A spirited beginning), diretto da Sean McNamara (1997)
- Beach Movie, diretto da John Quinn (1998)
- The Mating Habits of the Earthbound Human, diretto da Jeff Abugov (1999)
- The Trial of Old Drum, diretto da Sean McNamara (2000)
- Shark in a Bottle, diretto da Mark Anthony Little (2000)
- Dish Dogs, diretto da Robert Kubilos (2000)
- Terror Tract, diretto da Lance W. Dreesen e Clint Hutchison (2000)
- Wild Grizzly - film TV, diretto da Sean McNamara (2000)
- The Brainiacs.com, diretto da Blair Treu (2000)
- Avventura nello spazio (Race to Space), diretto da Sean McNamara (2001)
- The Slaughter Rule, diretto da Alex Smith e Andrew J. Smith (2002)
- The Cooler, diretto da Wayne Kramer (2003)
- Big Empty - Tradimento fatale (The Big Empty), diretto da Steve Anderson (2003)
- Missing Brendan, diretto da Eugene Brady (2003)
- Raven - serie TV, 5 episodi (2003)
- Ragazze nel pallone - La rivincita (Bring It On Again), diretto da Damon Santostefano (2004)
- Running (Running Scared), diretto da Wayne Kramer (2006)
- Family, diretto da J. M. Logan (2006)
- Walker Payne, diretto da Matt Williams (2006)
- The Grudge 2, diretto da Takashi Shimizu (2006)
- Trail of the Screaming Forehead, diretto da Larry Blamire (2007)
- Death Sentence, diretto da James Wan (2007)
- Crazy, diretto da Rick Bieber (2008)
- Bangkok Dangerous - Il codice dell'assassino (Bangkok Dangerous), diretto da Oxide Pang Chun e Danny Pang (2008)
- Sex Movie in 4D, diretto da Sean Anders (2008)
- Dark and Stormy Night, diretto da Larry Blamire (2009)
- Crossing Over, diretto da Wayne Kramer (2009)
- Insidious, diretto da James Wan (2010)
- Paranormal Activity 2, diretto da Tod Williams (2010)
- Beverly Hills Chihuahua 2, diretto da Alex Zamm (2011)
- Cercasi amore per la fine del mondo (Seeking a Friend for the End of the World), diretto da Lorene Scafaria (2012)
- L'evocazione - The Conjuring (The Conjuring), diretto da James Wan (2013)
- Winter in the Blood, diretto da Alex Smith e Andrew J. Smith (2013)
- Oltre i confini del male - Insidious 2 (Insidious: Chapter 2), regia di James Wan (2013)
- Lights Out - Terrore nel buio (Lights Out), regia di David F. Sandberg (2016)
- The Conjuring - Il caso Enfield (The Conjuring 2), regia di James Wan (2016)